# Neuron (Zeitschrift)
Neuron ist eine wissenschaftliche Fachzeitschrift, die vom Cell Press-Verlag, einer Abteilung von Elsevier veröffentlicht wird. Die publizierten Artikel unterliegen einem Peer-Review. Die Zeitschrift wurde 1988 gegründet und erscheint derzeit mit 24 Ausgaben im Jahr. Die Auflage betrug 2011 rund 15.000 Stück. Es werden Arbeiten aus allen Bereichen der Neurowissenschaften veröffentlicht.
Der Impact Factor lag im Jahr 2012 bei 15,766. Nach der Statistik des ISI Web of Knowledge wird das Journal mit diesem Impact Factor in der Kategorie Neurowissenschaften an fünfter Stelle von 252 Zeitschriften geführt.

## Sonstiges
- OCLC = 17223779
- LCCN = 88648622
- eISSN = 1097-4199